# Hollands geografi
Hollands geografi handler om et af de mest unikke lande i verden geografisk set. Dette skyldes, at store dele af Holland befinder sig under havniveau, og man kan sige, at hollænderne har "taget" landet tilbage fra havet ved hjælp af diger.

## Landskabet
Holland kan deles i to områder:
- det flade lavland i vest og nord. Dette område, inkluderet land under havniveau beskyttet af diger, udgør omtrent halvdelen af arealet. Højden i dette område er ikke højere end maksimalt en meter over havet; store dele befinder sig også under havniveau. Mange klitter og dæmninger beskytter sammen med diger langs floderne mod havet og oversvømmelse i floderne.
- de højere områder med mindre åse i øst og syd. Selv dette område er relativt fladt; kun helt i syd ligger foden til nogle bjerge i Ardennerne. Det er også her, vi finder Hollands højeste punkt, Vaalserberg, som er på 322,7 meter.

## Natur
Holland har 20 nationalparker og hundredvis af andre naturreservater. De fleste er ejet af Staatsbosbeheer og Natuurmonumenten og inkluderer indsøer, hedelandskaber, skove, klitter og andre habitater. 
I 1871 blev den sidste gamle originale skov (Beekbergerwoud) hugget ned, og de fleste skove i dag er plantede monokulturer af træer som skovfyr, og træer som oprindelig ikke hørte hjemme i Holland. 

## Floder
Hele Holland dræneres i Nordsøen, delvis via IJsselmeer-søen. Landet deles i tre hovedområder af floderne Rhinen (nederlandsk Rijn), Waal og Maas. Disse floder fungerer ikke bare som en naturlig grænse, men også som en kulturel skillelinje, noget som viser sig i dialektforskellene nord og syd for disse "store floder" (de Grote Rivieren) og også den tidligere religiøse dominans af katolikkerne i syd og calvinisterne i nord. 
Den sydvestlige del af Holland er faktisk et floddelta af disse floder og to arme af floden Schelde (Westerschelde & Oosterschelde). Omkring 10.000 kilometer med diger langs floder og kanaler skal beskytte Holland mod oversvømmelse. 
Udover floderne har Holland et omfattende system af kanaler på kryds af tværs af landet.

## Klima
Holland er kendt for sine kanaler og vindmøller, men landet er hverken specielt fugtigt eller vindfuldt. Det er hovedsagelig kystområderne, som har vind, der er værd at snakke om, og de kan om vinteren få storm, når lavtrykkene går ind over Nordsøen. I de indre områder blæser det kun lidt, og i gennemsnit har Utrecht mindre vind end Paris. Vinden mærker man mest om vinteren, når temperaturerne ligger lige over frysepunktet. Den fugtige luft gør, at det føles endnu koldere, end temperaturen viser. 
Siden Holland er fladt og ikke har store bjergkæder øst eller syd for sig, er landet også udsat for den kolde sibiriske luft fra øst om vinteren. Disse kuldeperioder kan vare flere uger, og kanalerne kan fryse til. De findes mest i de nordøstlige dele af landet mod grænsen til Tyskland. Dele af Holland ligger lavere end havoverfladen og er kun beskyttet af digerne ved kysten og i kanalerne. Ved specielt kraftigt uvejr i Nordsøen har dette tidligere ført til stormflod og store oversvømmelseskatastrofer; den sidste var stormfloden i Nordsøen 1953, en stor oversvømmelse som ramte områder i Belgien, England og Holland-
Nærheden til Nordsøen hindrer som regel høje temperaturer om sommeren, men når den sydlige kontinentalluft strømmer nordover kan det blive varmt selv ved kysten. De sydvestlige kystområder får som regel mest nedbør om efteråret, men de vådeste områder i Holland er nationalparken Hoge Veluwe, som får 800-900 mm om året.